# Iwan Petrowitsch Larionow

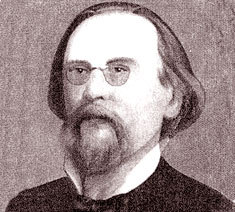
Iwan Petrowitsch Larionow

Iwan Petrowitsch Larionow, russisch Иван Петрович Ларионов, englische Transkription Ivan Petrovich Larionov (* 23. Januar 1830 in Perm; † 22. April 1889 in Saratow) war ein russischer Komponist, der unter anderem durch sein 1860 für ein Theater komponiertes Lied Kalinka bekannt geworden ist.
Larionow studierte in Moskau Musik. Er starb 1889 vermutlich an einem Magenkarzinom.